# David Heinemeier Hansson
David Heinemeier Hansson (født 15. oktober 1979) er en dansk programmør, erhvervsmand, racerkører og forfatter. 
Han står bag det udbredte webudviklingsmiljø Ruby on Rails og har deltaget i 24-timers racerløbet i Le Mans. I 2014 udgaven vandt han Le Mans' GTE Am-klasse i den såkaldte "danskerbil".
Før sit arbejde som programmør med 37signals var Hansson involveret i computerspil, organiserede danmarksmesterskab i computerspillet Quake og arbejdede med webudvikling på forskellige computerspil-hjemmesider og fik derigennem et grundigt kendskab til PHP-programmeringssproget.
I 2004 fik Hansson en bachelor fra Copenhagen Business School.
Han tog derefter imod et tilbud fra Jason Fried om at arbejde som ulønnet medejer i firmaet 37signals.
I 37signals udviklede han Ruby on Rails og projektstyringsværktøjet Basecamp.
For sit arbejde med Ruby on Rails og 37signals modtog han i 2005 Googles og O'Reillys Open Source pris som "best hacker".
Med Jason Fried har Hansson skrevet den roste bog Rework om opstartsvirksomhed.
Han har tidligere skrevet bøgerne Getting Real og Agile Web Development with Rails. Han arbejder endvidere på REMOTE: Office Not Required til udgivelse i efteråret 2013.
I den nyeste bog er han fortaler for hjemmearbejde og anser dets fordele som arbejdsgiverens større rekruteringsbase, besparelser på kontorplads og mere produktive medarbejdere der ikke er afbrudt af møder og kontorstøj.
I 2018 udgav Heinemeier Hansson It Doesn’t Have to Be Crazy at Work, en bog om ledelse der argumenterede for et balanceret arbejdsliv.

## Karriere som racerkører
Hansson fik først kørekort som 25-årig og havde blot kørt på professionelt niveau i tre år før han i 2012 stillede op til racerløbet i Le Mans.
Han havde begyndt med racerkørsel i 2007 i Formula Mazda klassen.
I 2009 skiftede han til Porsches Cayman Interseries og deltog i denne klasse i 7-8 løb med flere førstepladser som resultat.
Han fortsatte i IMSA-klassen.
Le Mans 2012-holdet med Hansson lå på førstepladsen, men efter tre punkteringer endte de på syvendepladsen i LMP2-klassen.
Tidligere dette år havde han opnået en andenplads i et gadeløb i Long Beach.
Efter hans bedrifter i 2012 modtog han prisen som "Rookie of the Year" fra SPEED.com.
I 2013 deltog Hansson igen i Le Mans' LMP2-klasse i en Morgan-Nissan racer sammen med Alex Brundle og Olivier Pla. Bilen fik en andenplads indenfor klassen
efter at have vundet klassens pole position.
Hansson fik i 2010 lavet en specialversion af Pagani Zonda.
Modellen har initialerne "HH" efter Hansson, og har en 12-cylindret motor på 7,3 liter, der kan yde 678 hk og 780 Nm.
I 2013 modtog han en Koenigsegg Agera "HH" i samme farver som sin specialbyggede Zonda.